# Parcheesi

tablero de Parcheesi.

Parcheesi es una adaptación estadounidense del Pachisi. John Hamilton registró los derechos de autor en 1867, que se vendieron sucesivamente hasta que Selchow and Richter los compró en 1870 y registró la marca en 1874. Este juego fue un gran éxito en ventas.

## Objetivo
Se juega con 2 dados (como el parqués y el parchís) y el objetivo del juego es el mismo: llevar todas las fichas hasta el final. La principal diferencia con el parchís y el parqués es que al principio cada jugador tiene una ficha en la casilla de salida antes de empezar a lanzar los dados. En su versión más extendida, tiene 68 casillas al igual que el parchís. Tiene 12 seguros, como el parqués y el parchís. No se pueden colocar más de 2 fichas en la misma casilla.

## Bloqueos
Este juego tiene bloqueos. Cuando se ponen 2 fichas del mismo jugador en una casilla, genera un bloqueo que no deja pasar ninguna ficha de él ni de los otros jugadores hasta que se destruya el bloqueo. El bloqueo se destruye cuando se quita alguna de las 2 fichas, cuando no hay otra forma de mover para los oponentes que no sea la de pasar por encima el bloqueo. Sin embargo, en la forma de romper el bloqueo hay muchas variaciones.

## Presadas (pares)
Cuando se sacan números repetidos (presada) se gana un turno extra. Además, si todas las fichas están fuera de la cárcel, se pueden usar los valores que están por debajo del dado. Por ejemplo, si saca 6-6, además puede mover 1-1. Por ejemplo podría mover 7 con una y 7 con otra. Con 3 fichas movería 6-1-7, respectivamente. Con 4 podría mover 6-6-1-1. Así las cosas, este tipo de jugada siempre suma 14. Si no se pueden usar todos los 14 se pasa el turno. También se saca una ficha con 3 presadas.

## Comer fichas
Después de comer una ficha, se puede avanzar lo que le queda en el otro dado con la misma ficha (a diferencia del parqués).
Cuando un jugador manda a otro a la cárcel, gana 20 puntos que puede mover con una sola de sus fichas. 

## Llegada
Cuando se saca una ficha (avanza hasta la llegada) el jugador gana 10 puntos que debe mover con una sola ficha. Si no los puede mover, se pierden los puntos.